# IC 597
IC 597 ist eine Galaxie vom Hubble-Typ S im Sternbild Sextant südlich der Ekliptik. Es ist schätzungsweise 212 Millionen Lichtjahre von der Milchstraße entfernt.
Das Objekt wurde am 4. Mai 1893 vom französischen Astronomen Stéphane Javelle entdeckt.